# 폰조
《폰조》(영어: Capone)는 2020년 개봉한 미국 영화로 금주법 시대의 갱단 두목 알 카포네의 전기 영화이다. 감독은 조시 트랭크이고, 톰 하디가 알 카포네 역을, 린다 카델리니가 그 아내 메이 카포네 역을 맡았다.
원래 극장 개봉을 예정했던 폰조는 코로나19 대유행으로 인해 2020년 5월 12일 버티컬 엔터테인먼트와 레드박스 엔터테인먼트의 프리미엄 VOD를 통해 출시되었다. 이 영화는 비평가들로부터 엇갈린 평가를 받았으며 하디의 연기는 다소 좋은 평가를 받았지만 트랭크의 대본과 영화의 고르지 못한 톤은 비판을 받았다.

## 줄거리
한때 시카고에서 가장 악명 높은 밀주업자였던 알 카포네는 탈세 혐의로 유죄 판결을 받고 감옥에 갇힌다. 10년 가까운 수감 생활 후 40세의 나이에 그는 정부로부터 더 이상 위협이 되지 않는다고 판단되어 석방된다. 그의 정신은 치료받지 못한 신경매독으로 인해 서서히 망가져 가고 있었기 때문이다.
플로리다 팜 아일랜드에서 가족과 함께 은퇴 생활을 하는 카포네는 FBI의 감시를 받는다. 그들은 카포네가 정신 이상을 가장하고 있다고 의심한다. 카포네는 오래된 빚을 갚고 생활비를 마련하기 위해 남은 재산을 처분해야 한다. 그는 병이 진행됨에 따라 환각을 보기 시작하고 운동 능력을 잃으며, 갑작스러운 배변 장애를 겪는다. 카포네는 유죄 판결을 받기 전에 1000만 달러를 숨겼다고 인정하지만, 어디에 숨겼는지 기억하지 못한다.
기억이 거의 사라진 카포네는 아내 메이와 몸싸움을 벌인 후, 아내의 지시에 따라 경호원들은 그에게서 모두를 격리시킨다. 카포네는 자신이 죽인 사람들과 저질렀던 폭력적인 행동에 대한 환각에 점점 더 시달린다. 그의 정신 능력은 계속 악화되어, 그를 평가하기 위해 고용된 정신과 의사는 그의 정신 상태가 어린아이와 같다고 진단한다. 죄책감에 시달리고 주변 모든 사람과 소원해진 카포네는 결국 1947년 1월, 48세의 나이로 매독으로 인한 합병증으로 사망한다. 살아남은 그의 가족은 카포네라는 이름을 바꾸고, 그가 숨겼다고 알려진 돈은 영원히 회수되지 못한다.

## 출연진
- 톰 하디 - 알 카포네
- 린다 카델리니 - 메이 카포네
- 맷 딜런 - 조니
- 알 사피엔자 - 랠프 카포네
- 캐서린 나두치 - 로지
- 노엘 피셔 - 주니어
- 지노 카파렐리 - 지노
- 메이슨 구치오네 - 토니
- 잭 로든 - 크로퍼드
- 카일 매클라클런 - 닥터 칼럭
- 조시 트랭크 - 해리스 요원
- 닐 브레넌 - 해럴드 매팅리
- 에드거 아레올라 - 로드리고
- 마누엘 파하르도 주니어 - 잠비니